# Chagrängskinnet
Chagrängskinnet (franska: La peau de chagrin) är en roman från 1831 av den franske författaren Honoré de Balzac. Den handlar om en fattig adelsman i Paris som hittar ett stycke chagrin som är förtrollat och uppfyller allt han önskar sig. För varje önskning blir dock skinnet mindre och mannens livstid kortare. Boken är skriven med humor och kritiserar stadslivets materialism. Den ingår i romansviten Den mänskliga komedin.
Boken gavs ut på svenska 1899 som Amuletten, i översättning av Hedda Key-Rasmussen. En nyöversättning gavs ut 1929 med titeln Chagrängskinnet. Boken togs emot väl när den först gavs ut och sålde i stora upplagor. Den tyske författaren Johann Wolfgang von Goethe skrev att den visar "den franska nationens obotliga korruption"; huruvida detta var bra eller dålig kritik har omdebatterats. Romanen är förlaga till Giselher Klebes opera Die tödlichen Wünsche ("de dödliga önskningarna") från 1959.